# 新世紀金融公司
新世紀金融公司（New Century Financial Corporation）是美國一間知名的貸款公司，位於加利福尼亚州，成立於1995年，主業為次级抵押貸款，全職員工曾有7千多人，曾是全美國第二大次級貸款公司，已于2007年4月2日申請破產保護。最後一任執行長為布萊德·莫理斯（Brad Morrice）。
在公司行销方面，新世纪金融公司的 Home123 Mortgage 部门聘请罗伯特•约瑟夫•维拉 (Robert Joseph Vila)担任广告代言人多年。它还与全国运动汽车竞赛协会（NASCAR）签订了赞助协议，作为全国运动汽车竞赛协会（NASCAR） 的官方抵押公司。
新世紀金融公司于2007年3月透露其经营的次级债坏账问题严重，而后其十几亿美元的市值迅速蒸发，几周内被迫申請破产。新世紀金融公司的轰然倒闭，揭开了2007年美國次級房屋信貸風暴的序幕。

## 相關
- 次级贷款
- 2007年美國次級房屋信貸風暴
- 壞賬
- 破產
- 內部審計
- 信貸標準
- 2000s United States housing bubble

## 外部參考
- New Century官方網址 （页面存档备份，存于）